# Lista dostawców silników Formuły 1
Lista dostawców silników Formuły 1 – obejmująca sezony 1950–2015.

## Dostawcy silników w F1 alfabetycznie

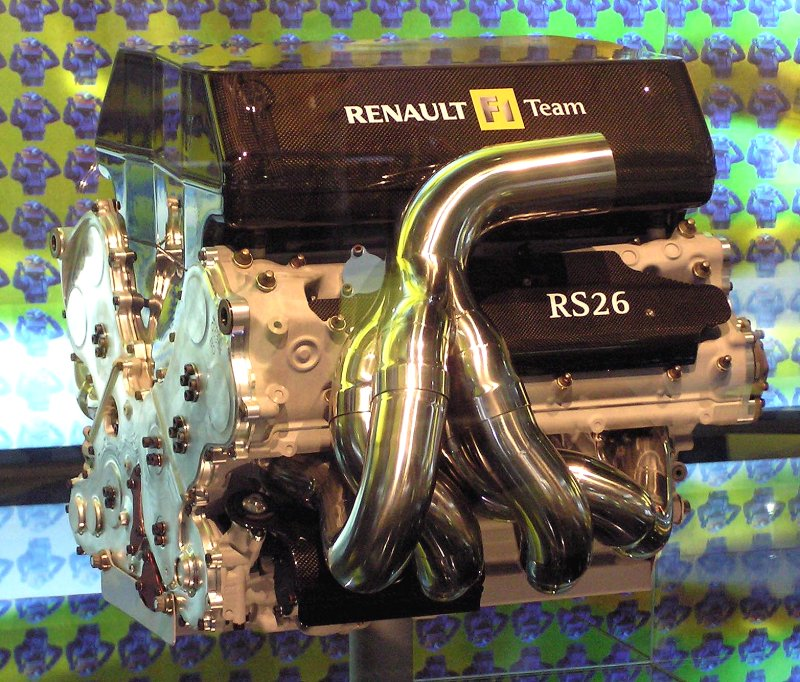
Silnik Renault 2,4l V8 z sezonu 2006

### A
| Flaga           | Dostawca silników | Liczba wyścigów | Aktywność w latach                         | Uwagi |
| --------------- | ----------------- | --------------- | ------------------------------------------ | ----- |
| Francja         | Acer              | 17              | 2001                                       |       |
| Włochy          | Alfa Romeo        | 213             | 1950–1951, 1961–1963, 1970–1973, 1976–1987 |       |
| Wielka Brytania | Alta              | 26              | 1950–1959                                  |       |
| Wielka Brytania | Arrows            | 32              | 1998–1999                                  |       |
| Francja         | Asiatech          | 33              | 2001–2002                                  |       |
| Wielka Brytania | Aston Martin      | 5               | 1959–1960                                  |       |
| Włochy          | ATS               | 7               | 1963–1964, 1966–1967                       |       |

### B
| Flaga           | Dostawca silników | Liczba wyścigów | Aktywność w latach                         | Uwagi |
| --------------- | ----------------- | --------------- | ------------------------------------------ | ----- |
| Niemcy          | BMW               | 273             | 1952–1954, 1967–1968, 1981–1987, 2000–2009 |       |
| Niemcy          | Borgward          | 2               | 1959, 1963                                 |       |
| Włochy          | BPM               | 1               | 1952                                       |       |
| Wielka Brytania | Bristol           | 17              | 1952–1957                                  |       |
| Wielka Brytania | BRM               | 200             | 1951, 1956–1960, 1962–1967                 |       |
| Francja         | Bugatti           | 1               | 1956                                       |       |
| Wielka Brytania | Butterworth       | 4               | 1952                                       |       |

### C
| Flaga             | Dostawca silników | Liczba wyścigów | Aktywność w latach   | Uwagi                                 |
| ----------------- | ----------------- | --------------- | -------------------- | ------------------------------------- |
| Włochy            | Castellotti       | 4               | 1960                 |                                       |
| Wielka Brytania   | Climax            | 97              | 1957–1969            |                                       |
| Wielka Brytania   | Cosworth          | 166             | 2000–2006, 2010–2013 |                                       |
| Stany Zjednoczone | Cummins           | 2               | 1950, 1952           | Uczestniczył tylko w Indianapolis 500 |

### D
| Flaga  | Dostawca silników | Liczba wyścigów | Aktywność w latach | Uwagi |
| ------ | ----------------- | --------------- | ------------------ | ----- |
| Włochy | De Tomaso         | 1               | 1962               |       |

### E
| Flaga           | Dostawca silników | Liczba wyścigów | Aktywność w latach | Uwagi |
| --------------- | ----------------- | --------------- | ------------------ | ----- |
|                 | EMW               | 1               | 1953               |       |
| Wielka Brytania | ERA               | 5               | 1950–1952          |       |
| Włochy          | European          | 17              | 2001               |       |

### F
| Flaga             | Dostawca silników | Liczba wyścigów | Aktywność w latach | Uwagi |
| ----------------- | ----------------- | --------------- | ------------------ | ----- |
| Włochy            | Ferrari           | 836             | od 1950            |       |
| Włochy            | Fondmetal         | 17              | 2000               |       |
| Stany Zjednoczone | Ford-Cosworth     | 492             | 1963–1999          |       |

### G
| Flaga   | Dostawca silników | Liczba wyścigów | Aktywność w latach | Uwagi |
| ------- | ----------------- | --------------- | ------------------ | ----- |
| Francja | Gordini           | 33              | 1952–1956          |       |

### H
| Flaga           | Dostawca silników | Liczba wyścigów | Aktywność w latach                       | Uwagi |
| --------------- | ----------------- | --------------- | ---------------------------------------- | ----- |
| Wielka Brytania | Hart              | 158             | 1981–1986, 1993–1997                     |       |
| Japonia         | Honda             | 341             | 1964–1968, 1983–1992, 2000–2008, od 2015 |       |

### I
| Flaga           | Dostawca silników | Liczba wyścigów | Aktywność w latach | Uwagi |
| --------------- | ----------------- | --------------- | ------------------ | ----- |
| Wielka Brytania | Ilmor             | 53              | 1991–1994          |       |

### J
| Flaga           | Dostawca silników | Liczba wyścigów | Aktywność w latach | Uwagi |
| --------------- | ----------------- | --------------- | ------------------ | ----- |
| Wielka Brytania | Jaguar            | 1               | 1950               |       |
| Wielka Brytania | JAP               | 1               | 1950               |       |
| Wielka Brytania | Judd              | 76              | 1988–1992          |       |

### K
| Flaga  | Dostawca silników | Liczba wyścigów | Aktywność w latach | Uwagi |
| ------ | ----------------- | --------------- | ------------------ | ----- |
| Niemcy | Kuchen            | 1               | 1952               |       |

### L
| Flaga           | Dostawca silników | Liczba wyścigów | Aktywność w latach | Uwagi                                      |
| --------------- | ----------------- | --------------- | ------------------ | ------------------------------------------ |
| Włochy          | Lamborghini       | 80              | 1989–1993          |                                            |
| Włochy          | Lancia            | 4               | 1954–1955          |                                            |
| Wielka Brytania | Lea-Francis       | 10              | 1952–1954          |                                            |
| Włochy          | Life              | 12              | 1990               | Nigdy nie przedkwalifikował się do wyścigu |

### M
| Flaga   | Dostawca silników | Liczba wyścigów | Aktywność w latach                    | Uwagi |
| ------- | ----------------- | --------------- | ------------------------------------- | ----- |
| Włochy  | Maserati          | 108             | 1950–1963, 1966–1969                  |       |
| Włochy  | Matra             | 127             | 1968, 1970–1972, 1975–1978, 1981–1982 |       |
| Francja | Mecachrome        | 16              | 1998                                  |       |
| Niemcy  | Megatron          | 32              | 1987–1988                             |       |
| Niemcy  | Mercedes          | 326             | 1954–1955, od 1994                    |       |
| Włochy  | Milano            | 3               | 1950–1951                             |       |
| Włochy  | Motori Moderni    | 46              | 1985–1987                             |       |
| Japonia | Mugen-Honda       | 147             | 1992–2000                             |       |

### N
| Flaga             | Dostawca silników | Liczba wyścigów | Aktywność w latach   | Uwagi                                 |
| ----------------- | ----------------- | --------------- | -------------------- | ------------------------------------- |
| Stany Zjednoczone | Novi              | 6               | 1951–1953, 1956–1958 | Uczestniczył tylko w Indianapolis 500 |

### O
| Flaga             | Dostawca silników | Liczba wyścigów | Aktywność w latach              | Uwagi                                 |
| ----------------- | ----------------- | --------------- | ------------------------------- | ------------------------------------- |
| Stany Zjednoczone | Offenhauser       | 12              | 1950–1960                       | Uczestniczył tylko w Indianapolis 500 |
| Włochy            | OSCA              | 12              | 1951–1953, 1958–1959, 1961–1962 |                                       |
| Włochy            | Osella            | 16              | 1968                            |                                       |

### P
| Flaga           | Dostawca silników | Liczba wyścigów | Aktywność w latach | Uwagi |
| --------------- | ----------------- | --------------- | ------------------ | ----- |
| Malezja         | Petronas          | 153             | 1997–2005          |       |
| Francja         | Peugeot           | 115             | 1994–2000          |       |
| Francja         | Plate             | 4               | 1952               |       |
| Francja         | Playlife          | 49              | 1998–2000          |       |
| Niemcy          | Porsche           | 42              | 1957–1964, 1991    |       |
| Wielka Brytania | Pratt & Whitney   | 3               | 1971               |       |

### R
| Flaga           | Dostawca silników | Liczba wyścigów | Aktywność w latach            | Uwagi |
| --------------- | ----------------- | --------------- | ----------------------------- | ----- |
| Francja         | Renault           | 486             | 1977–1986, 1989–1997, od 2001 |       |
| Wielka Brytania | Repco             | 33              | 1966–1969                     |       |

### S
| Flaga             | Dostawca silników | Liczba wyścigów | Aktywność w latach | Uwagi                                       |
| ----------------- | ----------------- | --------------- | ------------------ | ------------------------------------------- |
| Stany Zjednoczone | Scarab            | 5               | 1960               |                                             |
| Włochy            | Serenissima       | 3               | 1966               |                                             |
| Francja           | Simca             | 1               | 1952               | udział wyścigu nie zaliczanym do mistrzostw |
| Francja           | Simca-Gordini     | 7               | 1950–1951          |                                             |
| Włochy            | Speluzzi          | 2               | 1950, 1955         |                                             |
| Japonia           | Subaru            | 8               | 1990               |                                             |
| Francja           | Supertec          | 33              | 1999–2000          |                                             |

### T
| Flaga      | Dostawca silników | Liczba wyścigów | Aktywność w latach | Uwagi |
| ---------- | ----------------- | --------------- | ------------------ | ----- |
| Szwajcaria | TAG               | 68              | 1983–1987          |       |
| Francja    | Talbot            | 13              | 1950–1951          |       |
| Francja    | Tecno             | 13              | 1972–1973          |       |
| Japonia    | Toyota            | 140             | 2002–2009          |       |

### V
| Flaga           | Dostawca silników | Liczba wyścigów | Aktywność w latach | Uwagi                      |
| --------------- | ----------------- | --------------- | ------------------ | -------------------------- |
| Wielka Brytania | Vanwall           | 29              | 1954–1960          |                            |
| Niemcy          | Veritas           | 6               | 1951–1953          |                            |
| Włochy          | Volpini           | 0               | 1955               | Nie wystartował do wyścigu |

### W
| Flaga           | Dostawca silników | Liczba wyścigów | Aktywność w latach | Uwagi |
| --------------- | ----------------- | --------------- | ------------------ | ----- |
| Wielka Brytania | Weslake           | 18              | 1966–1968          |       |

### Y
| Flaga   | Dostawca silników | Liczba wyścigów | Aktywność w latach | Uwagi |
| ------- | ----------------- | --------------- | ------------------ | ----- |
| Japonia | Yamaha            | 116             | 1989, 1991–1997    |       |

### Z
| Flaga  | Dostawca silników | Liczba wyścigów | Aktywność w latach | Uwagi |
| ------ | ----------------- | --------------- | ------------------ | ----- |
| Niemcy | Zakspeed          | 51              | 1985–1988          |       |